# Xã Dane Prairie, Quận Otter Tail, Minnesota
Xã Dane Prairie (tiếng Anh: Dane Prairie Township) là một xã thuộc quận Otter Tail, tiểu bang Minnesota, Hoa Kỳ. Năm 2010, dân số của xã này là 887 người.